# Tour Europlaza
Tour Europlaza (zuvor Tour Septentrion, Tour Descartes und Tour IBM) ist der Name eines Hochhauses im Pariser Vorort Courbevoie in der Bürostadt La Défense. Der 135 m hohe Büroturm wurde 1972 fertiggestellt und 1995 renoviert. Das Hochhaus verfügt über 31 oberirdische Etagen mit einer Fläche von insgesamt 45.000 Quadratmetern. Entworfen wurde das Hochhaus von den Architekten Jean-Pierre Dagbert, Michel Stenzel und Pierre Dufau.
Hauptmieter ist die Unternehmensberatung Capgemini. Seit 3. Juni 2019 beherbergt das Gebäude die Europäische Bankenaufsichtsbehörde.
Der Büroturm ist mit der Métrostation La Défense und dem Bahnhof La Défense an den öffentlichen Nahverkehr im Großraum Paris angebunden.

## Galerie

Tour Europlaza im Jahr 2011